# Jan de Koning (Politiker, 1926)

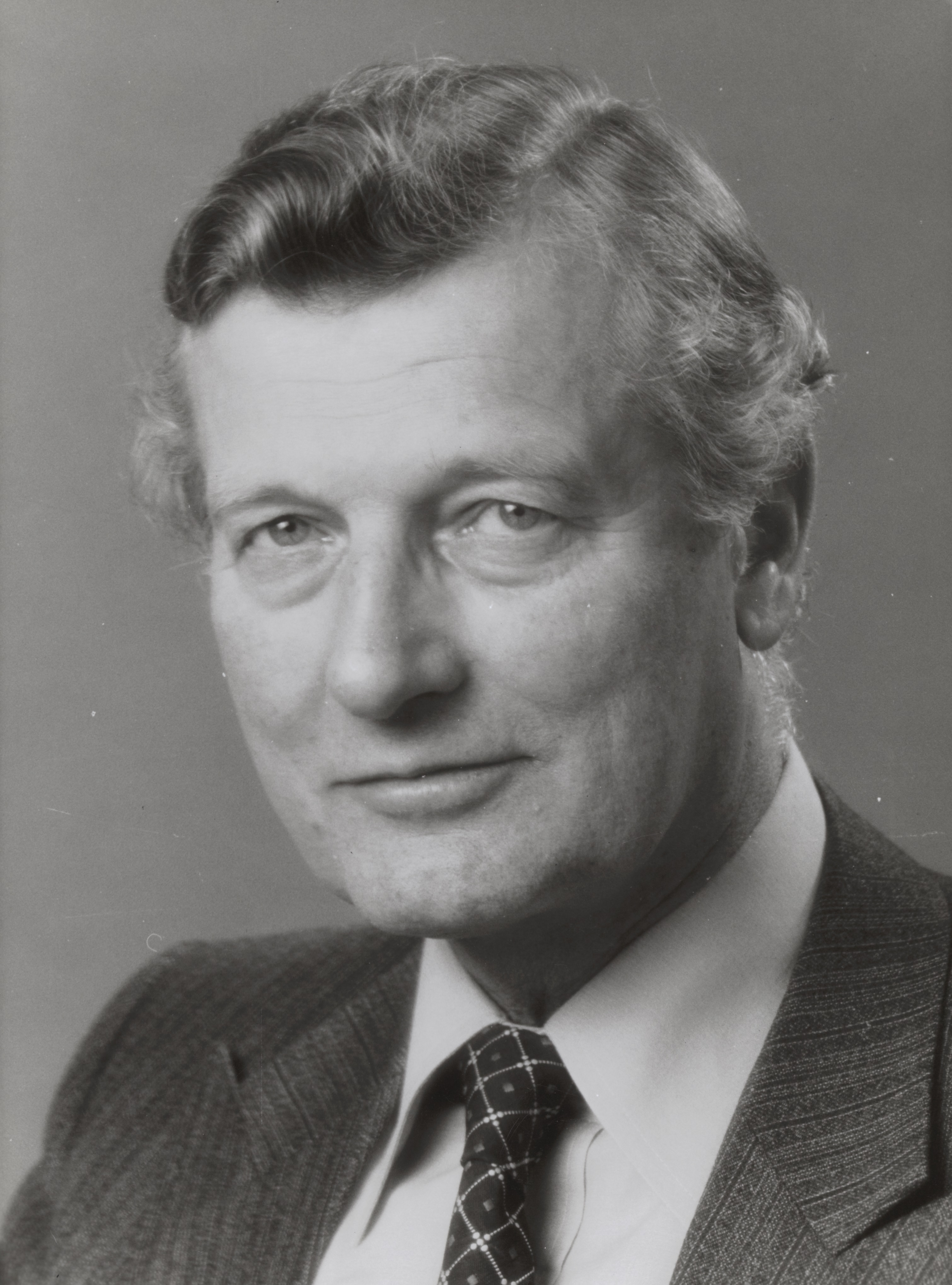
Jan de Koning

Jan de Koning (* 31. August 1926 in Zwartsluis, Provinz Overijssel; † 8. Oktober 1994 in Leiden, Provinz Zuid-Holland) war ein niederländischer Politiker der Anti-Revolutionaire Partij (ARP) sowie danach des Christen-Democratisch Appèl (CDA), der unter anderem Mitglied der Ersten Kammer und der Zweiten Kammer der Generalstaaten sowie von 1977 bis 1981 im Kabinett Van Agt I Minister für Entwicklungszusammenarbeit war. Danach fungierte er im Kabinett Van Agt II und Kabinett Van Agt III von 1981 bis 1982 als Minister für Landwirtschaft und Fischerei. Im Kabinett Lubbers I sowie im Kabinett Lubbers II bekleidete er zwischen 1982 und 1989 das Amt als Minister für Soziales und Arbeit. Darüber hinaus hatte er von 1982 bis 1989 auch das Amt als Minister für Angelegenheiten der niederländischen Antillen und Aruba inne. Als Minister bemühte er sich um Kompromisse und der Suche nach dem Erreichbaren. Er war oft als Vermittler im Ministerrat tätig. Die strenge Sparpolitik im Bereich der sozialen Sicherheit führte er mit unternehmerischer Nüchternheit durch. 

## Leben

### Berufliche Laufbahn, Abgeordneter und Minister
Jan de Koning, dessen Vater Dirk de Koning zwischen 1945 und 1962 Bürgermeister von Zwartsluis war, diente nach dem Zweiten Weltkrieg während des Indonesischen Unabhängigkeitskrieges in den in Niederländisch-Indien stationierten Streitkräften, in der er zuletzt Korporal und Zugführer war. Nach seiner Rückkehr begann er 1948 ein Studium der Sozialgeographie an der Universität Utrecht und schloss 1958 seine Promotion ab. Anschließend war er zunächst Wissenschaftlicher Mitarbeiter und Wissenschaftlicher Assistent an der Vrije Universiteit Amsterdam, ehe er 1964 Sekretär der Christlichen Bauern- und Gärtnervereinigung CBTB (Christelijke Boeren- en Tuindersbond) wurde.
De Koning vertrat zwischen dem 16. September 1969 und dem 10. Mai 1971 die Anti-Revolutionaire Partij (ARP) als Mitglied in der Ersten Kammer der Generalstaaten (Eerste Kamer der Staten-Generaal). Im Anschluss war er vom 11. Mai 1971 bis zum 19. Dezember 1977 Mitglied der Zweiten Kammer der Generalstaaten (Tweede Kamer der Staten-Generaal). Als Nachfolger von Antoon Veerman war er von 1973 bis zu seiner Ablösung durch Hans de Boer 1975 Vorsitzender der ARP. Danach wurde er am 19. Dezember 1977 im Kabinett Van Agt I Minister für Entwicklungszusammenarbeit (Minister voor Ontwikkelingssamenwerking) und bekleidete dieses Amt bis zum 11. September 1981. Während dieser Zeit bekleidete er zwischen dem 5. und dem 8. März 1978 kurzzeitig auch kommissarisch das Amt als Verteidigungsminister (Minister van Defensie). Nach der Wahl bis zur darauf folgenden Regierungsbildung war er zwischen dem 10. Juni und dem 9. September 1981 für den Christen-Democratisch Appèl (CDA) erstmals Mitglied der Zweiten Kammer der Generalstaaten (Tweede Kamer der Staten-Generaal).
Im darauf folgenden Kabinett Van Agt II übernahm Jan de Koning am 11. September 1981 das Amt als Minister für Landwirtschaft und Fischerei (Minister van Landbouw en Visserij), das er vom 29. Mai bis 4. November 1982 auch im Kabinett Van Agt III innehatte. Zugleich war de Konig vom 29. Mai 1982 bis zum 31. Dezember 1985 auch zuständiger Minister Angelegenheiten der Niederländischen Antillen (Miinister voor Coördinatie van aangelegenheden de Nederlandse Antillen betreffend).	Nach der Parlamentswahl war er zwischen dem 16. September und dem 4. November 1982 abermals Mitglied der Zweiten Kammer der Generalstaaten. Im Kabinett Lubbers I fungierte er vom 4. November 1982 bis zum 14. Juli 1986 als Minister für Soziales und Arbeit (Minister van Sociale Zaken en Werkgelegenheid) und wurde zudem am 1. Januar 1986 zuständiger Minister Angelegenheiten der Niederländischen Antillen und Aruba (Coördinatie van aangelegenheden de Nederlandse Antillen en Aruba betreffend).

### Informateur und Staatsrat

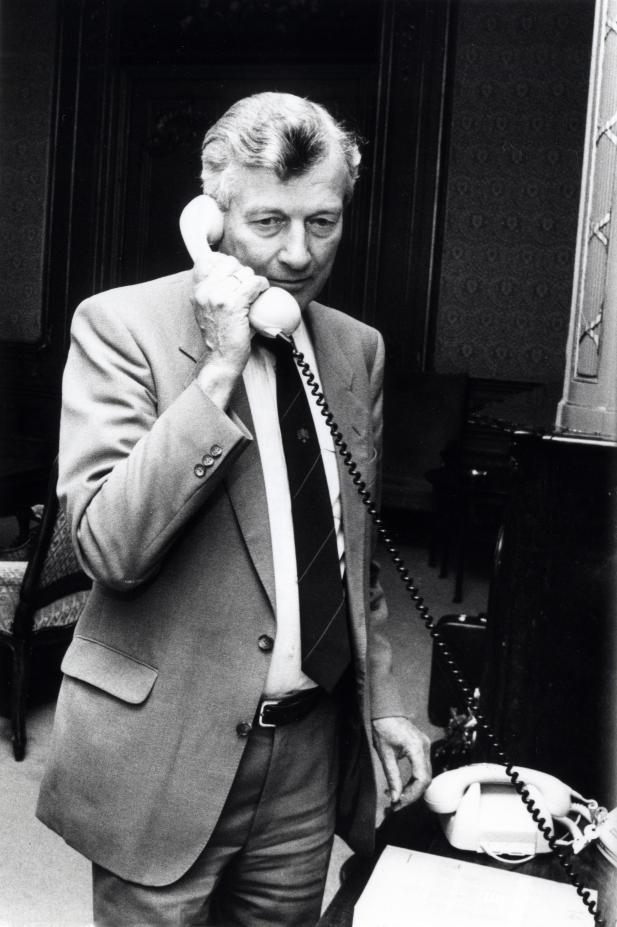
De Koning als Informateur (28. Mai 1986)

Als Informateur war Jan de Koning in der Zeit vom 23. Mai bis zum 11. Juli 1986 maßgeblich an der Bildung des Kabinett Lubbers II beteiligt, in dem er zwischen dem 14. Juli 1986 und dem 3. Februar 1987 auch weiterhin das Amt des Ministers für Soziales und Arbeit innehatte. Er war zwischen dem 3. Juni und dem 14. Juli 1986 wieder Mitglied der Zweiten Kammer. Nachdem Kees van Dijk aufgrund einer Herzoperation aus gesundheitlichen Gründen sein Amt nicht ausüben konnte, bekleidete de Koning vom 3. Februar bis zum 6. Mai 1987 im Kabinett Lubbers II das Amt als Innenminister (minister van Binnenlandse Zaken), während Staatssekretär Louw de Graaf vorübergehend als Minister für Soziales und Arbeit fungierte. Im Anschluss war de Koning zwischen dem 6. Mai 1987 und dem 7. November 1989 erneut Minister für Soziales und Arbeit. Daneben fungierte er vom 14. Juli 1986 bis zum 7. November 1989 auch weiterhin als zuständiger Minister Angelegenheiten der Niederländischen Antillen und Aruba.
Als pre-informateur hatte er zwischen dem 8. und 12. September 1989 auch Anteilung an der Bildung des Kabinett Lubbers III, in der er jedoch kein Ministeramt mehr übernahm. Stattdessen war er vom 1. Januar 1990 bis zu seinem Tode am 8. Oktober 1994 Staatsrat in außerordentlichen Dienst des Staatsrates (Raad van State). Für seine Verdienste wurde ihm das Großkreuz des Ordens von Oranien-Nassau verliehen. Als Minister bemühte er sich um Kompromisse und der Suche nach dem Erreichbaren. Er war oft als Vermittler im Ministerrat tätig. Die strenge Sparpolitik im Bereich der sozialen Sicherheit führte er mit unternehmerischer Nüchternheit durch. 
Sein vermittelnder politischer Stil spiegelt sich auch in folgenden Zitaten wider:
„Als het niet kan zoals het moet, dan moet het maar zoals het kan.“
‚Wenn es nicht so möglich ist, wie es sein sollte, sollte es so sein, wie es möglich ist.‘
„Om ruzie te maken zijn er twee nodig en daar hoor ik niet bij.“
‚Um zu streiten, braucht man zwei und ich gehöre nicht dazu.‘